# Kraatz (Nordwestuckermark)
Kraatz ist ein Ortsteil der Gemeinde Nordwestuckermark im Landkreis Uckermark im Nordosten des Landes Brandenburg. Der Ort wurde am 1. November 2001 eingemeindet und war zuvor eine eigenständige Gemeinde.

## Lage
Kraatz liegt im Nordwesten der Uckermark im Naturpark Uckermärkische Seen, 15 Kilometer nordwestlich der Kreisstadt Prenzlau und drei Kilometer vor der Landesgrenze zu Mecklenburg-Vorpommern. Die Gemarkung von Kraatz grenzt im Norden an den Ortsteil Hetzdorf der Gemeinde Uckerland, im Osten an Schapow, im Süden an Ferdinandshorst, im Westen an Fürstenwerder sowie im Nordwesten an Wolfshagen, das wiederum zu Uckerland gehört. Sonstige Nachbarorte sind Schlepkow, Augustfelde, Wittstock, Wilhelmshayn, Bülowssiege und Ottenhagen. Zu Kraatz gehört der Gemeindeteil Damerow.
Kraatz liegt an der Kreisstraße 7338, einem Abzweig der Landesstraße 25 zwischen Fürstenwerder und Prenzlau. Die höchste Erhebung auf dem Gebiet von Kraatz sind die südöstlich des Kernortes gelegenen Mühlenberge mit einer Höhe von 103,6 m ü. NHN.

## Geschichte und Etymologie

### 13. und 14. Jahrhundert
Der Ort Kraatz wurde vermutlich um das Jahr 1250 herum von Kolonisten aus der Altmark gegründet und erstmals 1321 mit der Schreibweise in villa Craz urkundlich erwähnt. Der Ortsname stammt aus dem Altpolabischen und bedeutet in etwa „schöner Ort“. In dieser Zeit hatte vor 1321 die Vasallenfamilie von Kraatz einen Hof mit sechs Hufen sowie einen weiteren Hof mit acht Hufen von den Pommerherzögen als Kriegsentschädigung erhalten. Der acht Hufen große Hof eines H. von Craz wurde an einen R. von Zernetin weitergereicht. Die Familie von Kraatz besaßen weiterhin zwei Pachthufen eines anderen Hofes, die Mühlenpacht und andere Einkünfte. Ein Hof des Dedelow war drei Hufen groß und von Abgaben befreit.
Im Landbuch Karls IV. erschienen im Jahr 1375 bereits drei Pfarrhufen, so dass im Dorf vermutlich zu dieser Zeit bereits eine Dorfkirche stand. Eine Frau von Hagen besaß Ansprüche über Hebungen auf Lebenszeit, ein B. Hase über die Bede mit Ausnahme 19 freier Hufen. Im genannten Landbuch war Kratz insgesamt 50 Hufen groß. Es gab den Hof den B. Kratz mit acht freien Hufen in Kultur und zwei Pachthufen eines anderen Hofes sowie den Hof des K. Dedelow mit drei freien Hufen in Kultur sowie drei freien Hufen, die dem H. Kratz gehörten. In Summe waren 19 Hufe frei. Es gab bereits einen eigenen Krug sowie eine Windmühle, die jedoch nicht mehr besetzt war.

### 15. Jahrhundert
Kraatz wurde bereits früh zu einer Wüstung und wurde 1472 als Feldmark Kraatz und 1486 als wüste Feldmark Kraatz geführt. Spätestens seit dem 15./16. Jahrhundert sind vier Besitzanteile nachweisbar. Die von Arnim aus Biesenthal, später zu Boitzenburg und Gerswalde besaßen vor 1472 insgesamt 1⁄3 der wüsten Feldmark Kraatz (1472, 1598) und verkauften hiervon im Jahr 1612 1⁄6 an die von Glöden aus Lemmersdorf. Von dieser Familie erwarben sie 1716 wiederverkaufsweise eine Hälfte des Dorfes und erhielten für einen Hof, den sie in Klinkow besaßen im Jahr 1721 den Hof des Raven mit einer Größe von drei Hufen. Im Jahr 1747 erwarben sie einen dritten Anteil, der zuvor der Familie von Klützow gehörte und ein Viertel des Dorfes umfasste. Die bereits erwähnten von Glöden besaßen vor 1536 ein Drittel der Feldmark, das Kirchenpatronat sowie die Straßengerichtsbarkeit (1536, 1598). Im Jahr 1612 hielten sie einen Teil des Arnimschen Besitzes erblich und verkauften ihren Besitz im Jahr 1716 an den Schwiegersohn von Arnim zu Götschendorf wiederverkaufsweise, 1732 erblich. Weitere vier Hufen besaßen vor 1486 die von Klützow aus Dedelow (1486, 1542) bzw. die halbe wüste Feldmark mit Ober- und Untergerichtsbarkeit (1556, 1705) bzw. ein Viertel des Dorfes sowie neun Ritterhufen mit Gebäuden und Gärten (1747), bevor dieser Teil im Jahr 1747 an die von Arnim erblich verkauft wurde. Weitere fünf Hufen waren vor 1540 im Besitz der von Holzendorf aus Zernikow (1540, 1621) bzw. über drei Ritterhufen (1713, 1725) bzw. einem Bauernhof mit drei Hufen (1751). Der dritte Anteil kam im Jahr 1747 an die von Arnim. Im Jahr 1774 kam der Arnimsche Anteil des Dorfes sowie des Ritterguts an die Familie von Brösicke, die 1779 auch den Dreihufnerhof derer von Holzendorf übernahmen, 1780 aber wieder abtraten. Ihr Anteil kam im Jahr 1789 an die von Wedel(l). In dieser Zeit hatten die von Ingersleben den Holzendorfschen Anteil übernommen und verkauften ihn 1797 an das Gut Sabinenkloster. Von dort kam es ebenfalls an die Familie Wedell.

### 16. bis 18. Jahrhundert
Im Jahr 1528 besaß das Schloss Boitzenburg das Jagdrecht auf dem Felde Kraatz. Diese bestanden auch im neuen Jahrhundert fort (1617), allerdings blieb der Ort im Dreißigjährigen Krieg unbesiedelt. Aus dem Jahr 1666 sind vereinzelte Siedlungsspuren bekannt, 1701 erfolgte auf dem von Glödenschen Anteil die Wiederbesiedlung der wüsten Feldmark Kraatz. Viel kann es nicht gewesen sein, denn noch im Jahr 1712 war „der Acker zum größten Teil mit Busch bewachsen“. In dieser Zeit gab es den Bauernhof der von Holzendorfs mit drei Ritterhufen (1714). Zwei Jahre später verkauften die von Glöden das halbe Dorf an die von Arnim, einschließlich der Gerichtsbarkeit und des Kirchenpatronats. Die Statistik verzeichnet: „der Käufer fand keine Saat, geackertes Land und kein Vieh vor“. Ebenso muss das Gutshaus in einem baufälligen Zustand gewesen sein. Die von Arnim warben erfolgreich um Hugenotten aus Frankreich, die dort wegen ihres Glaubens verfolgt wurden. Sie errichteten 1720 eine neue Fachwerkkirche. Nun kam es zu einem Aufschwung im Dorf: Im Jahr 1734 lebten in Kraatz neun Kossäten, 13 Häuslinge, ein Leineweber, ein Schneider, ein Radmacher, ein Zimmermann, ein Schäfer, ein Hirte und ein Schmied. Sie wurden von 25 Knechten und Mägden unterstützt. Für das Jahr 1740 ist erstmals eine Schule in Kraatz nachweisbar. Bis 1745 hatte sich Kraatz zu einem Freidorf mit Vorwerk entwickelt, in dem sieben Kossäten und 17 Häuslinge lebten. Im Schmettauschen Kartenwerk von 1767/1787 taucht der Ort als Straßendorf mit dem Namen Kratz auf. Im Jahr 1775 gab es eine Schäferei und eine Windmühle sowie zwei Vorwerke, von denen eines jedoch unter zwei Ackerleuten aufgeteilt war. Im Dorf lebten 29 Büdner oder Einlieger, die 33 Feuerstellen in 26 Häusern betrieben. Aus dem Jahr 1786 ist ein Wohnhaus der von Brösigkes mit fünf Scheunen und Ställen bekannt. Es gab ein Torhaus, ein Hirtenhaus, ein Schmiedshaus und eine Schmiede sowie sieben Familienhäuser mit je zwei Stuben. Hinzu kamen ein Radmacherhaus mit zwei Stuben, ein Krughaus, ein Schäferhaus sowie eine lange Reihe mit acht Stuben. Es gab eine Kirche, eine Schule und zwei Bauernhöfe.

### 19. Jahrhundert

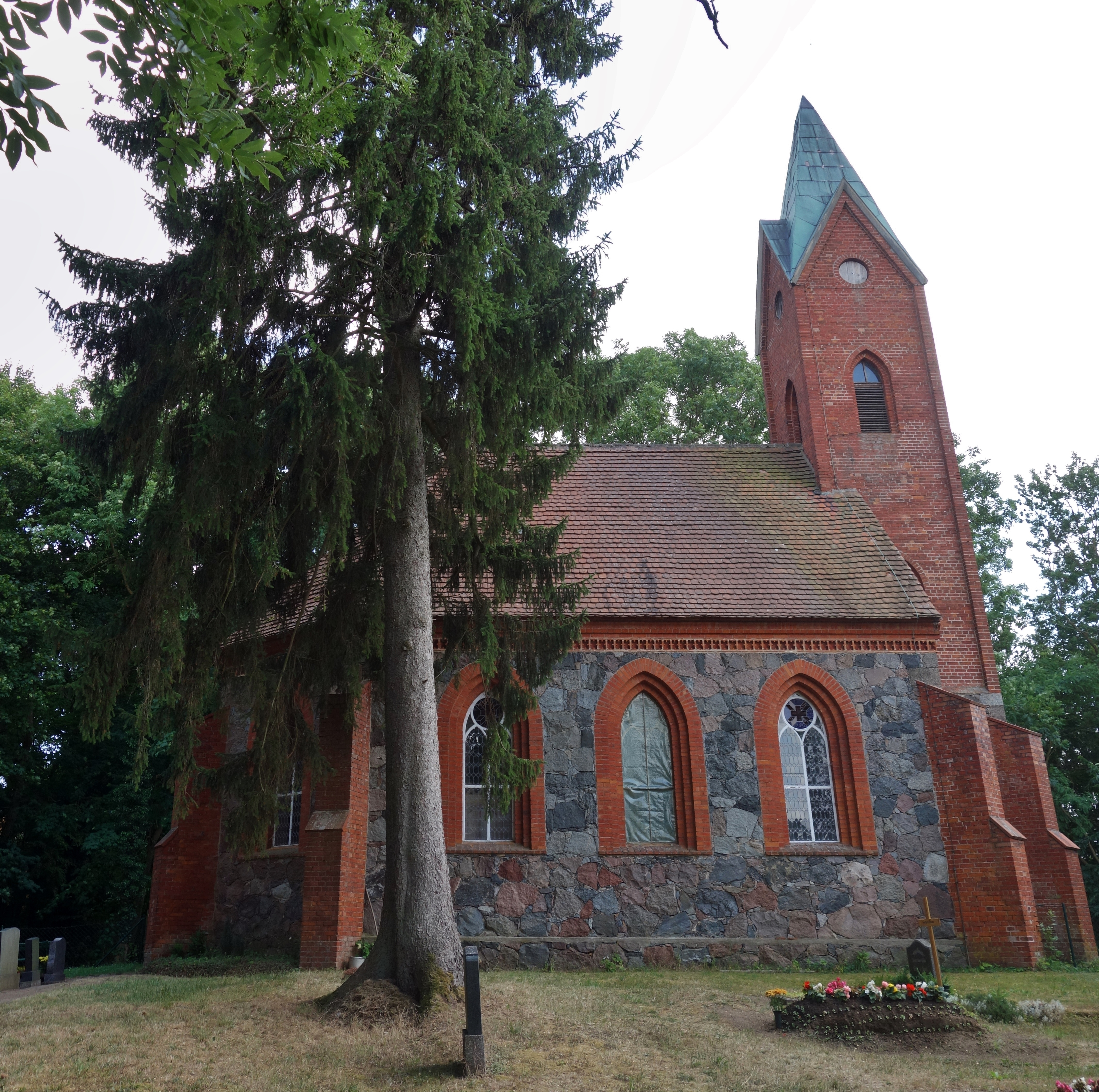
Dorfkirche

Zur Jahrhundertwende standen im Dorf ein adeliges Gut mit zehn Einliegern, eine Schmiede, ein Krug und eine Windmühle. Die Einwohner betrieben 14 Feuerstellen (=Haushalte). Die von Wedell gerieten im Jahr 1816 in finanzielle Schwierigkeiten und mussten 1819 Konkurs anmelden. Ihr Anteil gelangte im Jahr 1822 an die Familie Schröder, über die das Dorf schließlich im Jahr 1890 an eine Familie Wendland kam. Der damalige Gutsbesitzer Wilhelm Schröder, der auch das Kirchenpatronat innehielt, ließ eine neue Kirche im neogotischen Stil errichten, die am 2. Dezember 1855 eingeweiht wurde. Zehn Jahre zuvor wurde die Konzession erteilt, einen Ziegelofen beim Rittergut zu erreichten. Im Jahr 1860 bestand das Gut aus zwei öffentlichen, zehn Wohn- und 20 Wirtschaftsgebäuden, darunter eine Getreidemühle und eine Ziegelei.

### 20. und 21. Jahrhundert
Im Jahr 1900 gab es in Kraatz lediglich noch zehn Häuser sowie den Rittergutsbesitzer, der 558 Hektar bewirtschaftete. Im Jahr 1902 erhielt der Ort einen Bahnhof an der Bahnstrecke Dedelow–Fürstenwerder. 1921 wurde Kraatz von der Siedlungsgesellschaft Joh. Hoffmann aus Berlin gekauft, die im Süden des Ortes an der Straße nach Prenzlau eine Ausbausiedlung mit 43 Siedlerstellen anlegen ließ. Am 30. September 1928 wurde der Gutsbezirk Kraatz mit dem Gutsbezirk Damerow b. Wolfhagen zu der neuen Landgemeinde Kraatz vereinigt. Kraatz wuchs aus 29 Wohnhäuser an (1931). Es gab einen land- und forstwirtschaftlichen Betrieb mit mehr als 100 Hektar, fünf zwischen 20 und 100 Hektar, 24 zwischen 10 und 20 Hektar, einen zwischen 5 und 10 Hektar und 12 mit 0,5 bis 5 Hektar (1939).
Nach dem Ende des Zweiten Weltkrieges kam es nochmals zu einem Anstieg der Einwohnerzahl, nachdem im ehemaligen Gutshaus Flüchtlinge aus den deutschen Ostgebieten untergebracht wurden. Nach der DDR-Kreisreform 1952 gehörte die Gemeinde Kraatz zum Kreis Prenzlau im Bezirk Neubrandenburg. Im Jahr 1960 gründete sich eine Landwirtschaftliche Produktionsgenossenschaft Typ I mit 104 Mitgliedern und 542 Hektar Fläche sowie eine LPG Typ I in Kraatz-Damerow mit 35 Mitgliedern und 193 Hektar Fläche, die 1967 an die LPG in Kraatz angeschlossen wurde. Zehn Jahre später erfolgte der Anschluss an die LPG Schapow. Diese bestand im Jahr 1978 als LPG Schapow-Wittstock, Abteilung Kraatz. Im Jahr 1968 wurde die Grundschule in Kraatz geschlossen. Der Betrieb des Bahnhofes wurde 1978 eingestellt. Seit der Wende und der brandenburgischen Kreisreform 1993 gehört Kraatz dem Landkreis Uckermark an. Am 1. November 2001 fusionierten die Gemeinde Kraatz und neun weitere Gemeinden zu der neuen Gemeinde Nordwestuckermark.

## Sehenswürdigkeiten

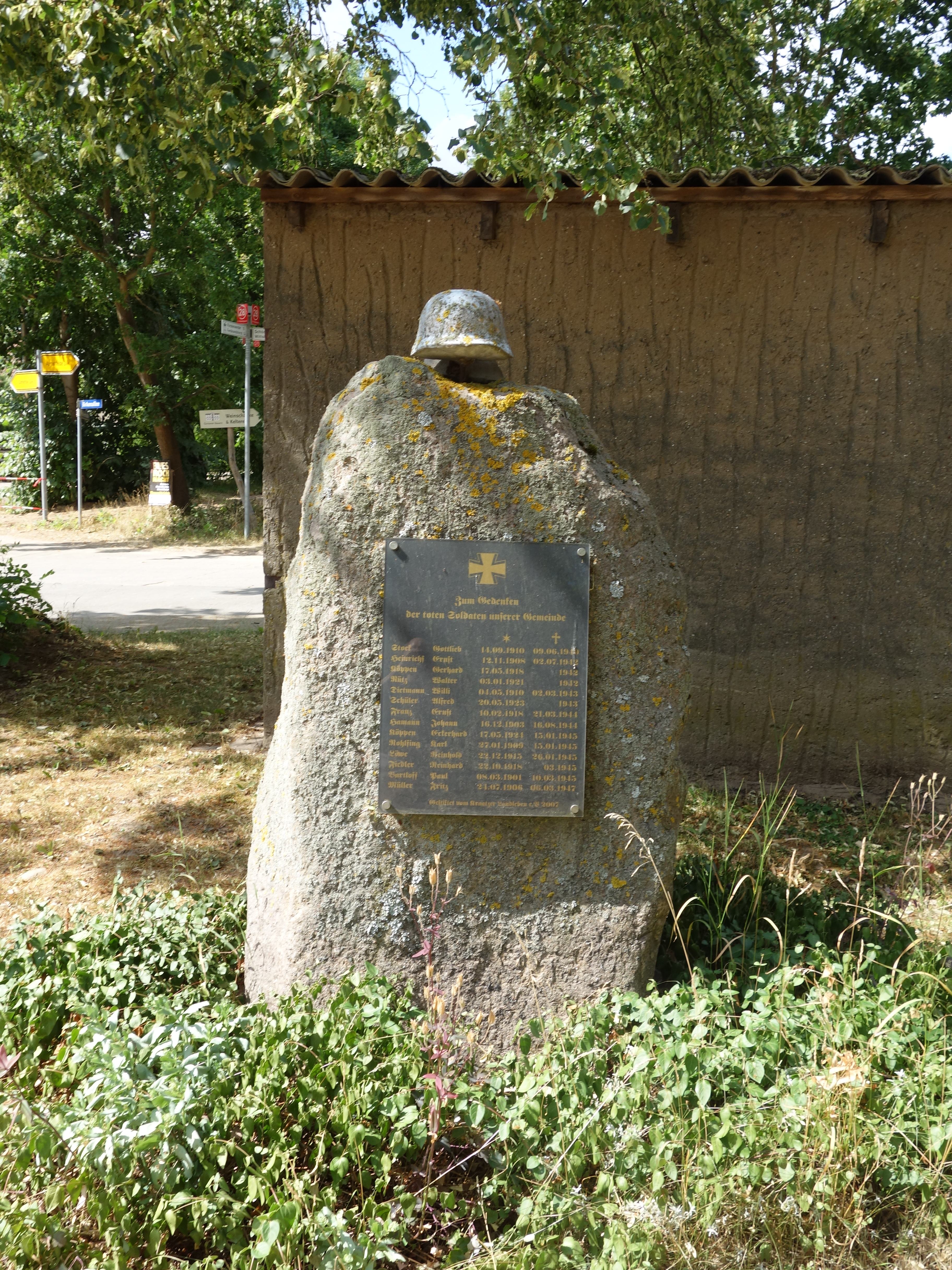
Gefallenendenkmal

- Die evangelische Dorfkirche in Kraatz wurde im Jahr 1854 errichtet, am 2. Dezember 1855 wurde sie eingeweiht. Das Gebäude ist ein Saalbau aus Spaltstein im neugotischen Stil mit dreiseitigem Ostschluss. Die Ausstattung des Gebäudes stammt aus der Bauzeit.[5] Bereits im Zuge der Dorfgründung im 13. Jahrhundert entstand eine Kirche in Kraatz, jedoch fiel der Ort bereits kurz darauf wüst. Während der Neubesiedelung des Ortsgebietes entstand um 1720 eine Fachwerkkirche, ähnlich der Dorfkirche in Dargersdorf bei Templin. Anfang des 19. Jahrhunderts wurde diese inzwischen baufällige Kirche bei einem Sturm zerstört.[6]
- Ebenfalls 1854 entstand in Kraatz ein Gutshof, das Herrenhaus wurde als zweigeschossiger Putzbau mit Satteldach errichtet. Zeitgleich wurde ein kleiner Park angelegt. Zu dem Gutshof gehörten noch ein Speicher und eine Ziegelscheune aus dem Jahr 1865 sowie ein Spritzenhaus und ein Stallgebäude aus dem frühen 20. Jahrhundert. 1995 wurden Teile des Gutshofes abgerissen.

## Einwohnerentwicklung
| Jahr | Einwohner |
| ---- | --------- |
| 1875 | 208       |
| 1890 | 161       |
| 1925 | 242       |

| Jahr | Einwohner |
| ---- | --------- |
| 1933 | 293       |
| 1939 | 399       |
| 1946 | 531       |

| Jahr | Einwohner |
| ---- | --------- |
| 1950 | 515       |
| 1964 | 325       |
| 1971 | 289       |

| Jahr | Einwohner |
| ---- | --------- |
| 1981 | 186       |
| 1985 | 154       |
| 1989 | 127       |

| Jahr | Einwohner |
| ---- | --------- |
| 1995 | 121       |
| 2000 | 136       |

Gebietsstand des jeweiligen Jahres